# フリードリヒ・フォン・ホーエンツォレルン＝ジグマリンゲン (1843-1904)
フリードリヒ・オイゲン・ヨハン・フォン・ホーエンツォレルン＝ジグマリンゲン（Friedrich Eugen Johann Prinz von Hohenzollern-Sigmaringen, 1843年6月25日 - 1904年12月2日）は、ドイツ南西部の諸侯ホーエンツォレルン＝ジグマリンゲン家の侯子で、プロイセン王国の将軍。騎兵大将。

## 生涯
ホーエンツォレルン侯カール・アントンとその妻でバーデン大公カールの娘であるヨゼフィーネの間の四男として、インツィクコフェン城（Schloss Inzigkofen）で生まれた。1859年9月末よりボン大学に籍を置き、同大学で学業を修了した。1861年から1864年にかけ、オーストリア、イタリア、スイス、イングランドなど欧州大陸を長期旅行した。1860年代、1870年にも、イタリア、エジプト、ギリシャに旅行している。
1862年よりプロイセン軍に仕官し、最初はデュッセルドルフ駐在のヴェストファーレン第5槍騎兵連隊（Westfälische Ulanenregiment Nr. 5）に中尉として所属、1866年の普墺戦争でも同連隊所属として従軍した。1870年の春、第1近衛竜騎兵連隊（1. Garde-Dragonerregiment）の中隊長に昇任し、ベルリンに転居する。数か月後に始まった普仏戦争では同連隊所属で従軍した。
父カール・アントンはスペイン王位継承問題に際し、長男レオポルトだけでなく四男のフリードリヒをも国王候補に擁立しようと考えていた。レオポルト本人がスペイン王位に興味がないだけでなく、その妻のポルトガル王女アントニアが、強烈な反スペイン感情から同国の王妃になることを嫌がっていたのである。イギリス女王ヴィクトリアもプロイセン王ヴィルヘルム1世も、この目論見には懐疑的な態度を示していた。フリードリヒもまた、父の提案を拒絶した。カール・アントンはヴィルヘルム1世に対し、「フリードリヒはスペイン王位の指名の件について、断固として拒否する意思を変えません（“Prinz Friedrich bestände mit aller Entschiedenheit auf Ablehnung gegen Annahme der Spanischen Krone”）」と報告している。
1879年6月21日にレーゲンスブルクにおいて、トゥルン・ウント・タクシス侯世子マクシミリアン・アントンの娘ルイーザと結婚した。妻との間に子供は無かった。家族や親類縁者は、フリードリヒを物静かで、ほとんど鈍重だが、賢く、誠実で、機知に富んでいるとも見なしていた。死後、ジグマリンゲンのヘディンゲン修道院内にあるホーエンツォレルン侯家霊廟に葬られた。